# کا-چینگ!
کا-چینگ! (به انگلیسی: ‎Ka-Ching!‎)، ترانه‌ای موفق و مشهور از شنایا تواین، خوانندهٔ کانادایی است. این ترانه، دومین تک‌آهنگ بین‌المللی بود که از آلبوم سال ۲۰۰۲ میلادی او، بالا! عرضه می‌شد. این ترانه به وسیلهٔ مات لانگه و شنایا تواین نوشته شد. «کا-چینگ!» دومین عرضه در بازارهای اروپایی و آمریکای مرکزی بعد از آیم گانا گچه گود! بود. «کا-چینگ!» به یکی از موفق‌ترین تک‌آهنگ‌های تواین در اروپا تاکنون تبدیل شده‌است. این ترانه مربوط به طمع‌ورزیدن‌های هرروزه در یک شخص معمولی است. جملهٔ «all we ever want is more» تم عمومی ترانه است.

## میوزیک ویدئو
موزیک ویدئوی ترانهٔ «کا-چینگ!» در مکزیکو سیتی و مادرید گرفته شد. این موزیک ویدئو به وسیلهٔ کارگردان فنلاندی، آنتی جی که نیز ویدئوی ترانهٔ «بالا!» را در زمانی نزدیک گرفته بود، کارگردانی شد. این ویدئو نخست در ۲۵ فوریه ۲۰۰۳ در اروپا ، آمریکای مرکزی و آمریکای جنوبی عرضه شد. سه نسخهٔ متفاوت از ویدئو وجود دارد؛ یکی بدون لباس‌های نقره‌ایش، یکی بدون لباس قرمزش و یکی بدون هر دو پوشش. این ویدئو، شهری از پا درآمده از غرور را مجسم می‌کند؛ شنایا شهر را خالی و اتومبیل‌ها را رهاشده می‌بیند، در حالی که همگی در یک کازینو، مرتبط با موضوع ترانه هستند. «کا-چینگ!» یکی از تنها دو ویدئویی از شنایا تواین هستند که به صورت تجاری در دسترس نمی‌باشند.

## جدول‌های موسیقی
«کا-چینگ!» به یکی از موفق‌ترین تک آهنگ‌های شنایا در اروپا تبدیل شده‌است. در بریتانیا، این ترانه به ششمین ترانهٔ متوالی ، هفتمین در کل تبدیل شد که به جدول ده ترانهٔ برتر راه می‌یافت. این ترانه در ۲۲ مارس ۲۰۰۳ با حداکثر رتبهٔ هشت عرضه شد و برای هشت هفته در جدول کلی باقی ماند. در کل، «کا-چینگ!» در نه کشور به ده‌تای برتر راه یافت: اتریش، آلمان، مجارستان، لتونی، لهستان، پرتغال، رومانی، سوئیس و بریتانیا. این ترانه، به رتبهٔ یک در پرتغال دست یافت و به موفق‌ترین تک‌آّهنگ وی در جدول موسیقی تک‌آهنگی آلمان، اتریش و سوییس تبدیل شد.

## نسخه‌های صوتی
- Red Album Version (مدت: ۳:۲۰)
- Green Album Version (مدت: ۳:۲۰)
- Blue Album Version (مدت: ۳:۳۳)
- Sowatt Hip Hop Mix (مدت: ۳:۲۲)
- Sowatt Extended Lounge Mix (مدت: ۹:۰۹)
- The Simon & Diamond Bhangra Mix (مدت: ۴:۳۶)
- Live from Chicago (مدت: ۳:۴۱)